# Esmicros

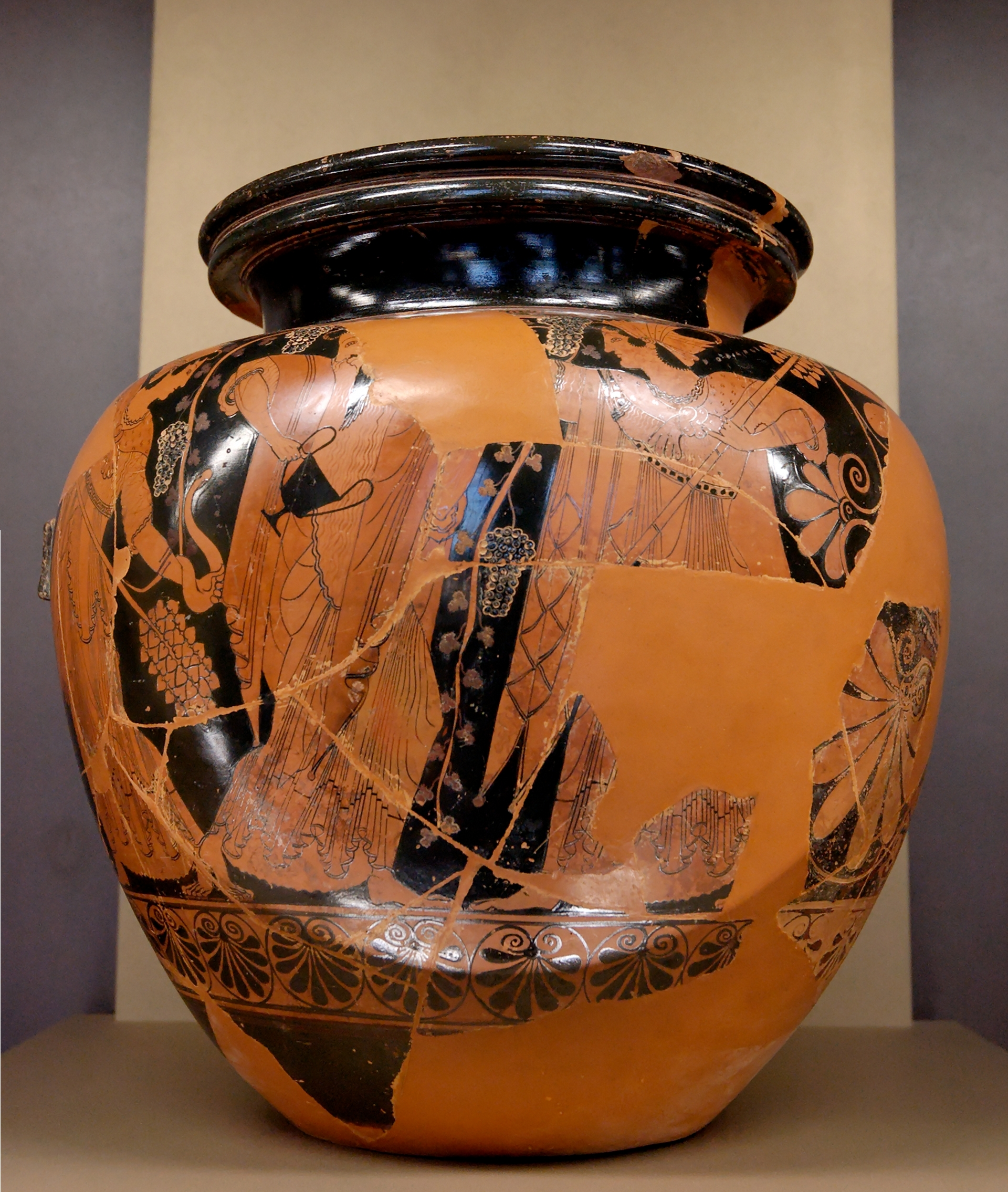
Mènades i Dionís. Estamne àtic de figures vermelles

Esmicros (en grec antic: Σμίκροςes, 'menut') fou un pintor grec actiu en el període del 510 al 500 abans de la nostra era; va treballar en el taller d'Eufroni. Amb aquest, Eutímides, Hípsies i el Pintor de Diceu, Esmicros era un dels representants més importants del grup de ceramistes que John Beazley denominà grup pioner, i que van crear un nou estil decoratiu a partir de la tècnica de figures roges.
D'Esmicros tenim tres gots signats. John Beazley l'anomena imitador d'Eufroni. La seua signatura apareix en dos stamnoi, un ara a Brussel·les i l'altre a Londres. És possible que Esmicros cooperàs en algun got tardà atribuït a Eufroni. En un atuell actualment a l'Hermitage (Sant Petersburg), Eufroni té una figura femenina amb la inscripció Smikra, que pot entendre's com una al·lusió al seu deixeble. Sobre una altra àmfora que sembla pertànyer a Esmicros, se suggereix la possible cooperació de tots dos. Esmicros també podria haver decorat un estamne i dos pèlices atribuïts a ell.
Beazley va dir d'Esmicros que era un mal dibuixant. Açò només és cert si se'l compara amb els altres membres del grup pioner. Cal tenir en compte que quan va fer el got de figures vermelles pintat en la seua infantesa, els pioners encara estaven experimentant. No pot negar-se una manca d'ingenuïtat en la composició de la pintura. Els seus dissenys no són gaire precisos, i fins i tot inexactes en detalls com ara orelles i dits. També el vestit és sovint descurat.